# Tabalà
La Tabalà (és a dir, "tabalada") és una confraria de la ciutat de València.

## Història
Des de la mateixa refundació de la ciutat de València per Jaume I, s'instal·là aquesta confraria a una capella de la Catedral amb el nom d'Almoina de Santa Llúcia. L'any 1392, el rei Joan I confirma el seu capítol i el 1400 comença la construcció de l'ermita als terrenys del camí de Torrent o Porta dels Innocents, és a dir, l'actual carrer de l'Hospital, des d'on comença la processoneta de Santa Llúcia, també coneguda amb el malnom de 'La Tabalà'.
Aquesta processó és d'un marcat caràcter popular i valencià: informalitat però devoció, soroll però respecte, culte però pagà. Tots aquests trets es deixen veure en la tradicional Tabalà, on tabals i dolçaines s'ajunten sense cap criteri organitzatiu per tal de fer molt soroll per anunciar el començament de la fi del predomini de les nits sobre els dies. Els dies comencen a allargar-se: "Per Santa Llúcia, un pas de puça; per Nadal, un pas de pardal", diu la dita. Així, una de les confraries més antigues d'Occident i la més antiga de València (cap i casal del País i Regne) compta des de 2009 amb el privilegi de gaudir d'una muixeranga, a més a més, una formació de la mateixa ciutat, la Muixeranga de València.